# Валле-дю-Бандама
Валле-дю-Бандама (фр. Vallée du Bandama) — область в центральной части Кот-д’Ивуара.
- Административный центр — город Буаке.
- Площадь — 28 518 км², население — 1 538 484 человека (2010 год).

## География
На севере граничит с областью Саван, на востоке с областью Занзан, на юго-востоке с областью Нзи-Комоэ, на юге с областью Марауэ, на юго-западе с областью Муайен-Кавелли, на западе с областью Вородугу.

## Административное деление
Область делится на 6 департаментов:
- Беуми
- Ботро (с 2008 г)
- Буаке
- Дабакала
- Катиола
- Сакассу